# E.F.S. Lund
Emil Ferdinand Svitzer Lund (født 8. januar 1858 i København, død 25. december 1928 smst) var en dansk forfatter, kunsthistoriker og (indtil 1916 sammen med arkitekt Vilhelm Holck) museumsinspektør på Frederiksborgmuseet. Han grundlagde i 1915 Handels- og Søfartsmuseet på Kronborg.
Lund er søn af etatsråd Vilh. Nic. Lund (en halvbroder til nedennævnte Henrik Ferdinand og Troels Frederik Lund) til Annissegaard og Camilla Henriette Elisabeth født Svitzer. Han blev student fra Frederiksborg lærde Skole 1876 og, efter en større udenlandsrejse til Schweiz, Italien, Tyrol og Tyskland, 1883 cand.jur. Efter 21. oktober 1884 at have ægtet Charlotte Frederikke Elisabeth Funch (født 10. august 1861), datter af grosserer D.E. Funch, tilbragte han, nærmest af helbredshensyn, nogle år i udlandet (Montreux, Baden-Baden, London). Senere syslede han med antikvariske og kunsthistoriske studier og påbegyndte 1895 udgivelsen af en stort anlagt og meget smukt udstyret katalog over Danske malede Portrætter, medforfatter var C.C. Andersen fra 1894 til sygdom ramte ham og nedsatte hans arbejdsevne.
Efter at hans 1. ægteskab var blevet opløst, giftede han sig 2. gang med Karen Kirstine Agnes f. Sloth, f. 28. september 1877 i København. Han blev Ridder af Dannebrog 1905. Han er portrætteret på en tegning af Rigmor Bojesen-Trepka, f. Lund, i Handels- og Søfartsmuseet på Kronborg.